# Modellistica molecolare

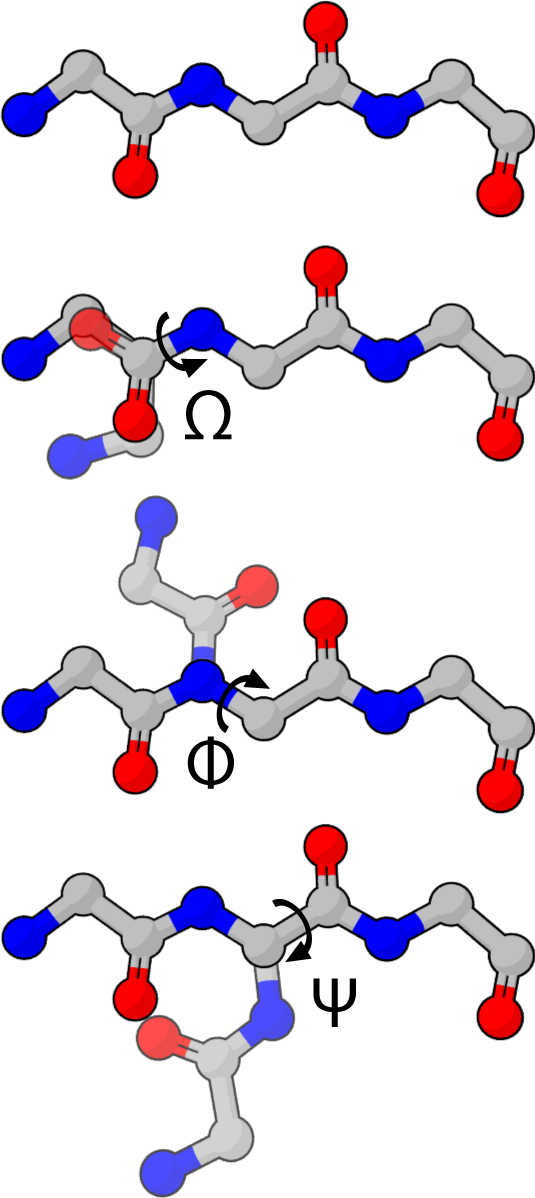
Modello molecolare di una proteina che mette in evidenza gli angoli diedri di legame.

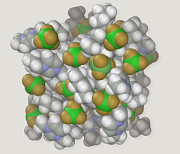
Modello di un liquido ionico.

La modellistica molecolare comprende tutti i metodi teorici e le tecniche computazionali utilizzate per rappresentare o simulare il comportamento delle molecole. Le tecniche sono utilizzate nei campi della chimica computazionale, della biologia computazionale e in scienza dei materiali per lo studio dei sistemi molecolari dai piccoli sistemi chimici alle grandi molecole biologiche e assemblaggi molecolari. I calcoli effettuati con l'ausilio del computer permettono l'applicazione della modellistica molecolare anche a sistemi relativamente complessi.
La caratteristica comune delle tecniche di modellistica molecolare è il livello atomistico di descrizione dei sistemi molecolari; il più piccolo livello di informazione è rappresentato dagli atomi individuali (o un piccolo gruppo di atomi). Ciò è in contrasto con il calcolo della struttura elettronica tipico della chimica quantistica, dove gli elettroni sono considerati esplicitamente. Il vantaggio della modellistica molecolare consiste nella riduzione della complessità del sistema, consentendo a molti più atomi di essere considerati durante le simulazioni.

## Meccanica molecolare
La meccanica molecolare è un aspetto della modellistica molecolare, dato che si riferisce all'utilizzo della meccanica classica per descrivere le basi fisiche dei modelli. I modelli molecolari descrivono tipicamente atomi (nuclei ed elettroni collettivamente) come cariche puntiformi con una massa associata. Le interazioni tra atomi vicini sono descritte dai legami chimici (interazioni considerate simili a quelle di una molla) e dalle forze di van der Waals.

## Dinamica molecolare
Una simulazione di dinamica molecolare descrive il comportamento di un sistema in funzione del tempo. Essa implica il dover risolvere le leggi di Newton del moto, principalmente la seconda legge. L'integrazione delle leggi di Newton del moto, utilizzando differenti algoritmi di integrazione, permette di determinare la traiettoria nello spazio e nel tempo.

## Variabili
Le molecole possono essere modellate sia nel vuoto o in presenza di un solvente come l'acqua. Le simulazioni di sistemi nel vuoto si riferiscono a simulazioni in fase gassosa, mentre quelle che includono la presenza di molecole di solvente si riferiscono a simulazioni in solvente esplicito. In un altro tipo di simulazione, viene stimato l'effetto del solvente utilizzando un'espressione matematica empirica; queste simulazioni sono note come solvatazione implicita.

## Applicazioni
I metodi di modellistica molecolare sono utilizzati di routine per indagare sulla struttura, dinamica e termodinamica di sistemi inorganici, biologici e polimerici. Le tipologie di attività biologica studiate utilizzando la modellistica molecolare includono il folding proteico, la catalisi enzimatica, la stabilità delle proteine, i cambiamenti conformazionali associati alla funzione biomolecolare, e il riconoscimento molecolare di proteine, DNA, e complessi di membrana.